# Val Kilmer
Val Edward Kilmer (Los Angeles, 31 december 1959 – aldaar, 1 april 2025) was een Amerikaans acteur.

## Levensloop
Val Kilmer groeide op in de San Fernando Valley. Hij had onder andere Zweeds, Iers, Duits en Cherokee-bloed in de aderen. Toen hij 17 jaar oud was kwam zijn jongere broer Wesley om het leven door verdrinking, nadat hij een epileptische aanval kreeg in bad.
Kilmer leerde acteren aan de beroemde Juilliard Drama School in New York. Hij was de jongste student in de geschiedenis die tot Juilliard werd toegelaten. In 1983 speelde hij zijn eerste televisierol en een jaar later was hij voor het eerst op het witte doek te zien in de comedy Top Secret! Zijn grote doorbraak beleefde hij in 1986 in de rol van Tom 'Iceman' Kazanski in Top Gun. Bekende rollen daarna waren onder andere Jim Morrison in The Doors (1991), Batman in Batman Forever (1995), Simon Templar in The Saint (1997) en Philip in Alexander (2004).
Val Kilmer stond bekend als een lastige acteur. Vooral met regisseur John Frankenheimer kon hij slecht opschieten; de laatste liet hem eens van de set verwijderen. Anderen beschouwen hem als een toegewijde, hardwerkende man.
Naast acteren hield hij zich ook bezig met schrijven. In 1981 schreef hij het toneelstuk How It All Began. Later in de jaren '80 schreef hij een aantal gedichten, onder andere over Michelle Pfeiffer, die gebundeld werden in My Eden after burns. Hij waagt zich ook aan zingen, zo nam hij de zang in de film The Doors voor eigen rekening.
Kilmer speelde ook op het toneel. In 2004 speelde hij Mozes in een musical en in 2005 speelde hij in Londen in het toneelstuk The Postman Always Rings Twice.
Van 1988 tot 1996 was hij getrouwd met de Britse actrice Joanne Whalley, die hij leerde kennen tijdens de opnames van Willow. Zij kregen twee kinderen: een dochter, Mercedes, geboren in 1992 en een zoon, Jack, geboren in 1995. Zijn zoon Jack spreekt de stem in van Val Kilmers rol Madmartigan voor de televisieserie Willow. In december 2023 vertolkte Kilmer de rol van Harm uit de film Revenge of the Red Candle.
In 2015 werd Kilmer getroffen door keelkanker. Hij onderging tweemaal een tracheotomie. Kilmer overleed in 2025 op 65-jarige leeftijd aan een longontsteking.

## Filmografie
| - Top Gun: Maverick (2022) - Val (2021, biografische documentaire, als zichzelf) - The Snowman (2017) - Song to Song (2017) - Tom Sawyer & Huckleberry Finn (2014) - Palo Alto (2013) - Planes (2013) - Standing Up (2013) - Riddle (2013) - Breathless (2012) - The Fourth Dimension (2012) - 7 Below (2012) - Wyatt Earp's Revenge (2012) - Deep in the Heart (2012) - Twixt (2011) - Blood Out (2011) - 5 Days of August (2011) - Bulletproof Gangster (2011) - Gun (2010) - The Traveler (2010) - MacGruber (2010) - Provinces of Night (2010) - Double Identity (2009) - Bad Lieutenant: Port of Call - New Orleans (2009) - Hardwired (2009) - Streets of Blood (2009) - The Thaw (2009) - American Cowslip - The Steam Experiment (2009) - The Love Guru (2008, cameo, als zichzelf) - Knight Rider (2008-2009) - Felon (2008) - Conspiracy (2008) - Columbus Day (2008) - Have Dreams, Will Travel (2007) - Déjà Vu (2006) - 10th & Wolf (2006) - Kiss Kiss Bang Bang (2005) - Spartan (2004) - Mindhunters (2004) | - Alexander (2004) - George and the Dragon (2004) - Stateside (2004) - Wonderland (2003) - Blind Horizon (2003) - The Missing (2003) - Masked and Anonymous (2003) - Run for the Money (2002) - The Salton Sea (2002) - Red Planet (2000) - Pollock (2000) - At First Sight (1999) - Joe the King (1999) - Africa Unbottled (tv documentaire) (1998) - The Prince of Egypt (1998) - The Saint 1997 - The Island of Doctor Moreau (1996) - The Ghost and the Darkness (1996) - Wings of Courage (IMAX) (1995) - Dead Girl (1995) - Batman Forever (1995) - Heat (1995) - The Real McCoy (1993) - True Romance (1993) - Tombstone (1993) - Thunderheart (1992) - Tis Pity She's A Whore (Joseph Papp Public Theatre, New York) (1992) - The Doors (1991) - Kill Me Again (1989) - Gore Vidal's Billy the Kid (tv) (1989) - Willow (1988) - Hamlet (Colorado Shakespeare Festival) (1988) - The Man Who Broke 1000 Chains (tv) (1987) - Top Gun (1986) - The Murder in the Rue Morgue (tv) (1986) - The lost boys (tv) (1987) - Real Genius (1985) - One Too Many (tv) (1985) - Top Secret! (1984) |